# Дуганджич, Марко
Марко Дуганджич (хорв. Marko Dugandžić; родился 7 апреля 1994 года в Сплите, Хорватия) — хорватский футболист, нападающий клуба «Рапид (Бухарест)».

## Клубная карьера
Воспитанник клуба «Осиек». 29 июля 2012 года в матче против «Загреба» он дебютировал во чемпионате Хорватии. 8 декабря 2013 года в поединке против загребского «Динамо»  забил свой первый гол за «Осиек».
В начале 2015 года  перешёл в итальянскую «Тернану». 28 февраля в матче против «Авеллино»  дебютировал в итальянской Серии B. 7 ноября в поединке против «Пескары»  забил свой первый гол за «Тернану».

## Карьера в сборной
В 2013 году Дуганджич в составе юношеской сборной Хорватии принял участие в юношеского чемпионата Европы в Эстонии. На турнире он сыграл в матчах против команд Сербии, Франции и Англии.